# Megan Prescott
Megan Elizabeth "Meg" Prescott (Londres, 4 de junio de 1991) es una actriz británica, conocida por su papel de Katie Fitch en Skins, un drama adolescente ganador de dos premios BAFTA.

## Vida personal
Prescott nació en Palmers Green, Londres, seis minutos después que su hermana gemela Kathryn Prescott, quien también es actriz. Recibió su educación primaria en Palmers Green High School, parte de la secundaria la hizo en la Escuela Superior de San Juan, y finalmente su último año en Form College. Antes de ser actrices profesionales, Prescott y su hermana asistieron a clases semanales de teatro, en las cuales conocieron a la futura coestrella de Megan, Lily Loveless.
Megan afirmó a través de su página de Myspace que toca la batería; tiene una gran variedad de gustos musicales, que incluyen a Cyndi Lauper, Kim Carnes y Weezer.
Ella es representada por Matt Wynter, de Insanity Gestión de Artistas en Reino Unido.

## Carrera
Aunque Prescott hizo su debut como actriz en un episodio de Doctors, una telenovela de la BBC junto a su hermana Kathryn en 2008, no fue hasta el año siguiente, cuando ella apareció como Katie Fitch en la tercera temporada de Skins, lo cual para ella representó un gran avance en la actuación. Ella y su hermana, quienes interpretan a Katie y Emily Fitch, gemelas idénticas en la serie, comenzaron el rodaje de la tercera temporada de Skins en julio de 2008 y también representaron a sus personajes en la temporada siguiente (el formato del programa está limitado a sólo dos temporadas por "generación" de nuevos personajes). Tras terminar con la serie Skins, Prescott expresó su preocupación por su futuro en la actuación, sin embargo ella lo ha considerado como un temor bastante común y ha expresado su interés en protagonizar Desperate Housewives, serie de la cual ella es seguidora. 

## Filmografía
| Año       | Film                         | Rol                       | Notas                                |
| --------- | ---------------------------- | ------------------------- | ------------------------------------ |
| 2008      | Doctors                      | Charlotte "Cookie" Wilcox | Episodio: "Dare, Double Dare, Truth" |
| 2009–2010 | Skins                        | Katie Fitch               | Reparto principal                    |
| 2009      | T4 on the Beach 2009         | Ella misma                |                                      |
| 2009      | BBC Switch Live              | Ella misma                |                                      |
| 2009      | Big Brother's Little Brother | Ella misma                | 2 episodios                          |
| 2010      | The Paralympic Show          | Ella misma                |                                      |
| 2010      | 100 Greatest Toys            | Ella misma                |                                      |
| 2012      | Silent Witness               | Gemma McAteer             | Episodio: "Domestic"                 |
| 2013      | The Meeting Place            | Hazel                     | Cortometraje                         |
| 2013      | Shortcuts to Hell: Volume 1  | Niña poseída              |                                      |
| 2013      | Holby City                   | Jade Podfer               |                                      |
| 2013      | Pete's Kingdom               | Marie                     |                                      |
| 2014      | "Turn Around When Possible"  | Sarah                     |                                      |
| 2016      | Body Fixers                  | Ella misma                | S01E03                               |
| 2017      | The Verge                    | Brute                     |                                      |
| 2017      | Cut                          | Becky                     |                                      |
| 2017      | Sleeping Rough               | Toni                      |                                      |